# Woods Hole
Woods Hole Falmouth városhoz kapcsolódik Barnstable megyében, Massachusetts államban, az Amerikai Egyesült Államokban. A Cape Cod félsziget (ma már sziget, mert csatornával elvágták a szárazföldtől) legforgalmasabb kikötője. Cape Cod és a közeli két sziget, Martha's Vineyard és Nantucket közt állandó kompösszeköttetés van, a Nobska világítótorony jelzi a Woods Hole-i kikötőt.

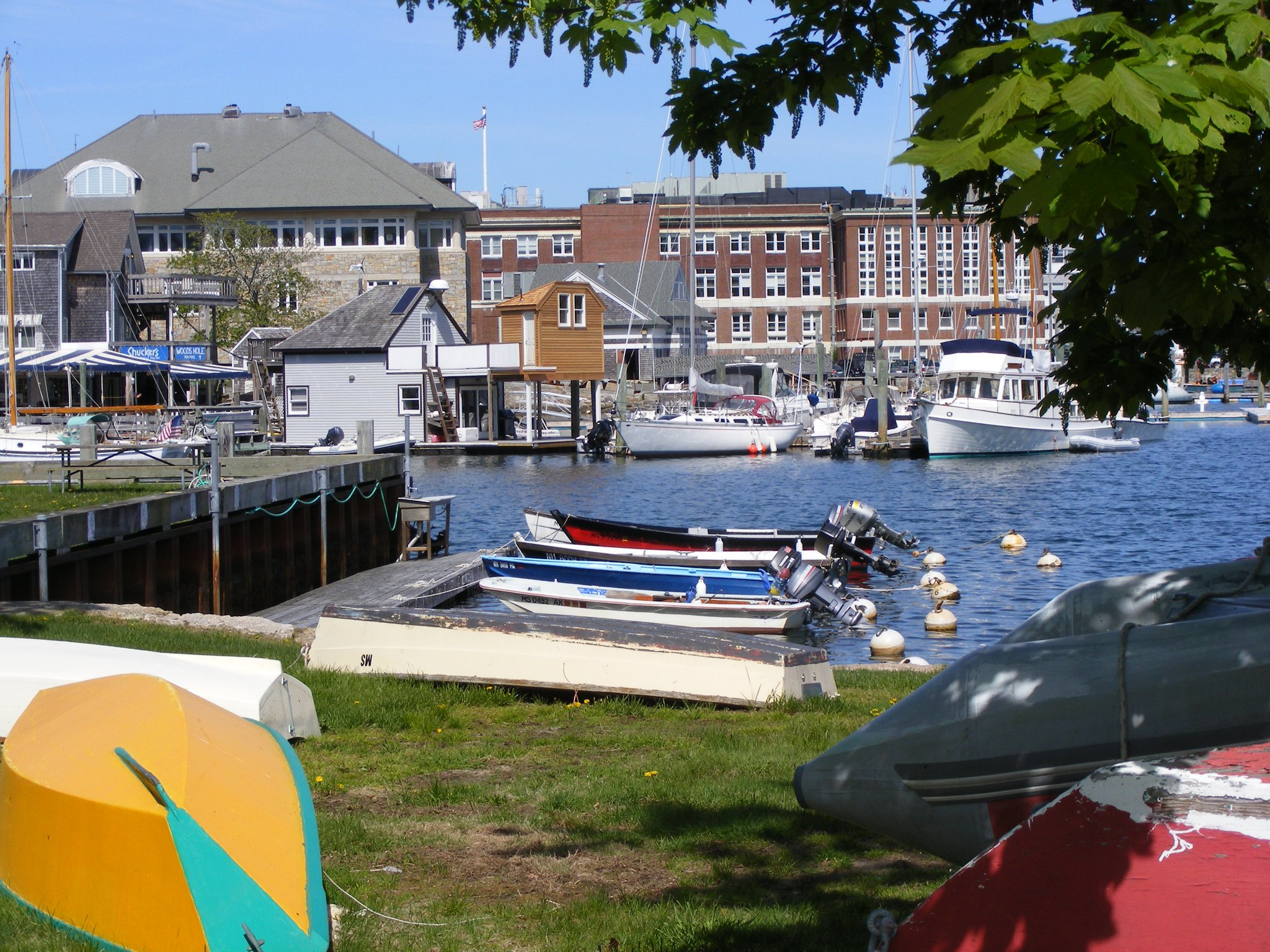
Tengerbiológiai Laboratórium, Woods Hole

Itt van a Woods Hole Oceanográfiai Intézet, a tengerbiológiai laboratórium, amelyben sok magyar tudós is dolgozott, köztük Szent-Györgyi Albert Nobel-díjas magyar orvos és biokémikus, kinek számára izomkutató részleget hoztak létre, hogy folytathassa Szegeden félbehagyott kutatásait. Itt működik az Északkeleti Halászati Tudományos Központ, a tengeri geológiai központ, a tengeri oktatási egyesület hazai campusa. A Woods Hole-i tudományos közösség szerveződése már 1871-ben elkezdődött.

## Népesség
Lakosainak száma a 2000. évi népszámlálás alapján 925 fő, a 2010. évi népszámlálás alapján 781 fő.
| Lakosok száma | 925  | 781  | 834  |
|               | 2000 | 2010 | 2020 |